# Friedrich-Schiedel-Literaturpreis
Der Friedrich-Schiedel-Literaturpreis der Stadt Bad Wurzach wurde 1982 vom Ehrenbürger der Stadt Bad Wurzach Friedrich Schiedel gestiftet. Der Preis würdigt deutschsprachige Autoren von literarischen oder historischen Texten, denen es mit dem jeweiligen ausgezeichneten Werk gelungen ist, „Geschichte und Sprache meisterhaft miteinander (zu) verknüpfen und Geschichte historisch unverfälscht einem großen Leserkreis nahezubringen, sei es als Sachbuch oder Roman“ (lt. Selbstdarstellung).
Die Auszeichnung wird alle zwei Jahre verliehen und ist mit 10.000 Euro dotiert.

## Preisträger
- 1983 Sebastian Haffner für sein Buch Anmerkungen zu Hitler
- 1985 Golo Mann für sein Buch Deutsche Geschichte des 19. und 20. Jahrhunderts
- 1987 Horst Bienek für sein Buch Erde und Feuer
- 1989 Hilde Spiel für ihr Buch Glanz und Untergang – Wien 1866 bis 1938
- 1990 Helmut Schmidt für sein Buch Menschen und Mächte
- 1992 Martin Walser für sein Buch Die Verteidigung der Kindheit
- 1994 Christian Graf von Krockow für sein Buch Preußen – eine Bilanz
- 1996 Joachim Fest für sein Buch Staatsstreich – Der lange Weg zum 20. Juli
- 1998 Brigitte Hamann für ihr Buch Hitlers Wien – Lehrjahre eines Diktators
- 2000 Günter de Bruyn für seine Bücher Zwischenbilanz – Eine Jugend in Berlin, Vierzig Jahre – Ein Lebensbericht und Die Finckensteins – Eine Familie im Dienste Preußens
- 2002 Heinrich August Winkler für sein Werk Der lange Weg nach Westen
- 2004 Arno Surminski für sein Buch Sommer vierundvierzig oder Wie lange fährt man von Deutschland nach Ostpreußen
- 2006 Wibke Bruhns für ihr Buch Meines Vaters Land – Geschichte einer deutschen Familie
- 2008 Bettina Balàka für ihr Buch Eisflüstern
- 2010 Ehrhart Neubert für sein Buch Unsere Revolution – Die Geschichte der Jahre 1989/90
- 2012 Gustav Seibt für sein Buch Goethe und Napoleon. Eine historische Begegnung
- 2014 Philipp Blom für sein Buch Der taumelnde Kontinent. Europa 1900–1914
- 2016 Herfried Münkler für sein Buch Der Große Krieg. Die Welt 1914 bis 1918
- 2018 Wolfgang Brenner für sein Buch Zwischen Ende und Anfang – Nachkriegsjahre in Deutschland
- 2020 Arno Geiger für sein Buch Unter der Drachenwand
- 2023 Monika Czernin für ihr Buch Der Kaiser reist inkognito – Joseph II. und das Europa der Aufklärung[1]
- 2025 Ewald Frie für sein Buch Ein Hof und elf Geschwister – Der stille Abschied vom bäuerlichen Leben[2]

## Belege
1. ↑  Monika Czernin erhält Friedrich-Schiedel-Literaturpreis 2023. In: diebildschirmzeitung.de. 29. März 2023, archiviert vom Original (nicht mehr online verfügbar) am 4. April 2023; abgerufen am 4. April 2023.
2. ↑  Prof. Dr. Ewald Frie erhält Friedrich-Schiedel-Literaturpreis 2025. In: diebildschirmzeitung.de. 1. Juli 2025, abgerufen am 1. Juli 2025.